# 10 Dywizjon Artylerii Konnej (II RP)

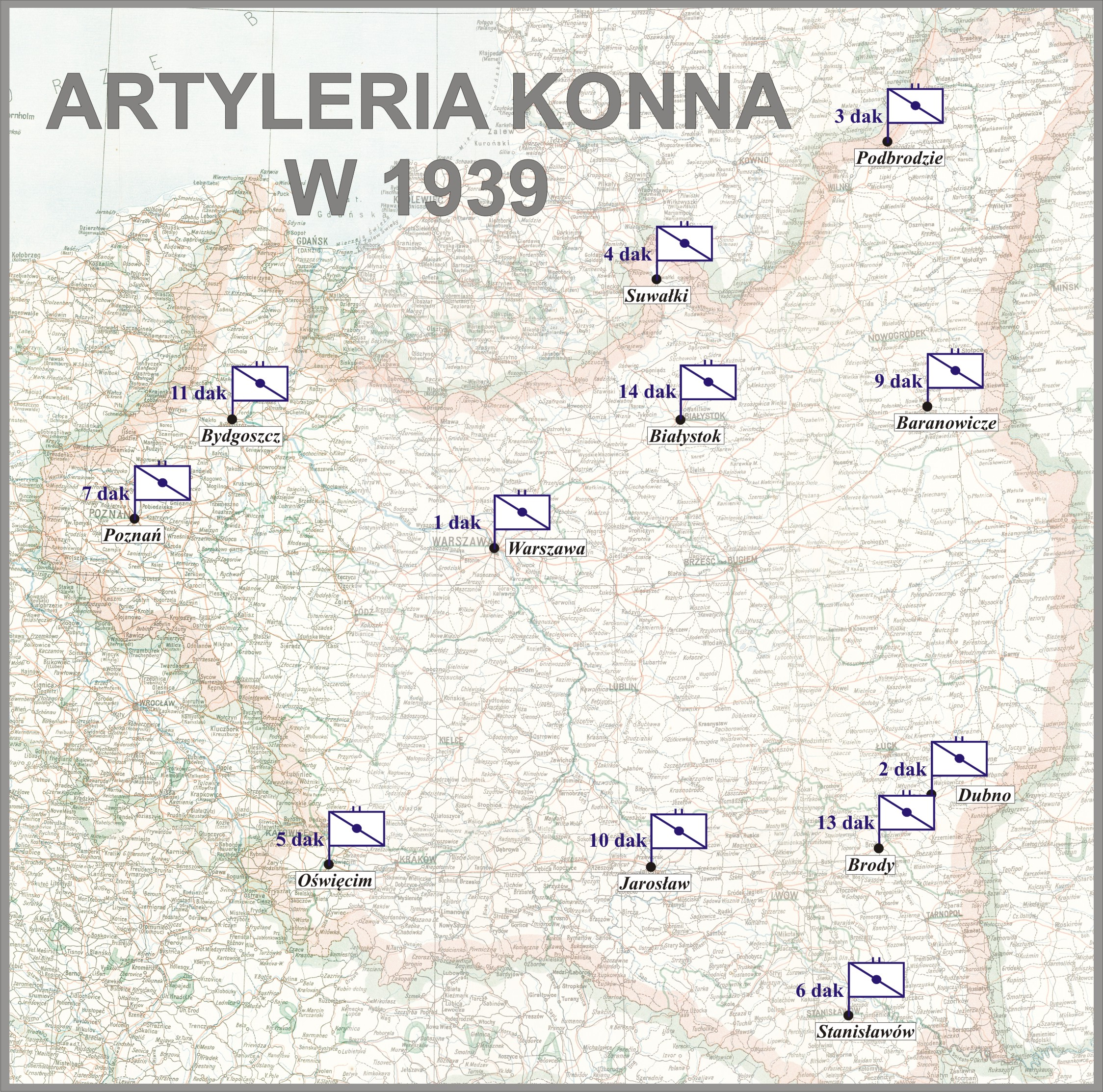
Artyleria konna Wojska Polskiego w 1939 przed wybuchem II wojny światowej

10 dywizjon artylerii konnej (10 dak) – oddział artylerii konnej Wojska Polskiego w II Rzeczypospolitej.

## Geneza
Dywizjon został sformowany po wojnie polsko-bolszewickiej i udziału w niej nie miał. Jednak poszczególne baterie, z których dywizjon powstał – posiadały już swoje tradycje bojowe w ramach dywizjonów artylerii konnej, do których należały przed przybyciem do Jarosławia.
1 kwietnia 1922 Minister Spraw Wojskowych rozkazał sformować na terenie Okręgu Korpusu Nr X w garnizonie Jarosław 10 dywizjon artylerii konnej. 11 kwietnia 1922 roku przybyło do Jarosławia 2 oficerów, 12 podoficerów, 97 kanonierów i 131 koni z 3 baterii 7 dywizjonu artylerii konnej. Trzy dni później kolejnych 3 oficerów, 8 podoficerów, 72 kanonierów i 90 koni z 3 baterii 1 dywizjonu artylerii konnej. 22 kwietnia w garnizonie stawiło się następnych 3 oficerów, 9 podoficerów, 87 szeregowych i 128 koni z 1 baterii 8 dywizjonu artylerii konnej. Pierwszym dowódcą i jednocześnie organizatorem był ppłk Witold Poray-Kuczewski, a adiutantem ppor. Władysław Grzębski. Dowódcami baterii zostali:
- 1 baterii (eks-3/7 dak)[3] – kpt. Michał Śliwiński,
- 2 baterii (eks-3/1 dak)[3] – por. Józef Szilagyi,
- 3 baterii (eks-1/8 dak)[3] – kpt. Karol Jankowski.

3 lipca 1924 roku 3 bateria odeszła do Lwowa, wchodząc w skład nowo formowanego 13 dywizjonu artylerii konnej. Odeszli: d-ca 3 baterii – kpt. Władysław Brzozowski, oficerowie - por. A. Bensdorff, por. J. Dłużniewski, chor. I. Argasiński, 3 podoficerów, 83 szeregowych i 122 konie.

## Skład dywizjonu
- dowództwo
  - sztab dowódcy dywizjonu
  - sekcja administracyjno-taborowa
- 3 baterie
  - dowództwo baterii
  - sekcja łączności
  - oddział zwiadowczy
  - 2 plutony ogniowe
  - sekcja administracyjno-taborowa
- kadra baterii zapasowej

Etat pokojowy z 1924 roku przewidywał 428 żołnierzy (w tym 17 oficerów).
Dowódca dywizjonu artylerii konnej (na prawach dowódcy pułku), podlegał bezpośrednio dowódcy X Brygady Jazdy, do której organizacyjnie dywizjon należał (wraz z 20, 22 i 24 Pułkiem Ułanów). Dowódca kadry baterii zapasowej dywizjonu podlegał bezpośrednio szefowi artylerii Okręgu Korpusu nr X w Przemyślu. Zasady organizacji służby sanitarnej, weterynaryjnej i gospodarczej były analogiczne jak w pułkach jazdy i piechoty.
W październiku 1933 roku dywizjon przeniesiono do Rzeszowa, do koszar kawaleryjskich Poniatowskiego przy ul. Lwowskiej. W związku z kilkukrotną reorganizacją dużych jednostek kawalerii dokonywano różnych zmian w etacie dywizjonu. I tak w 1935 roku dywizjon otrzymał organizację typu I. Skład wyglądał następująco:
- dowództwo
- kwatermistrzostwo
- pluton łączności
- pluton gospodarczy
- 2 baterie (w składzie 10 BK pozostały 2 pułki kawalerii).

W wyniku kolejnej reorganizacji 10 Brygady Kawalerii, przeprowadzonej w kwietniu 1937 roku, dywizjon został rozformowany. 1 bateria przemianowana została na 4. baterię 13 dak i w maju 1938 roku przeniesiona do Brodów. 2 bateria została przemianowana na 4. baterię 11 dak i przeniesiona do Bydgoszczy.

## Uzbrojenie

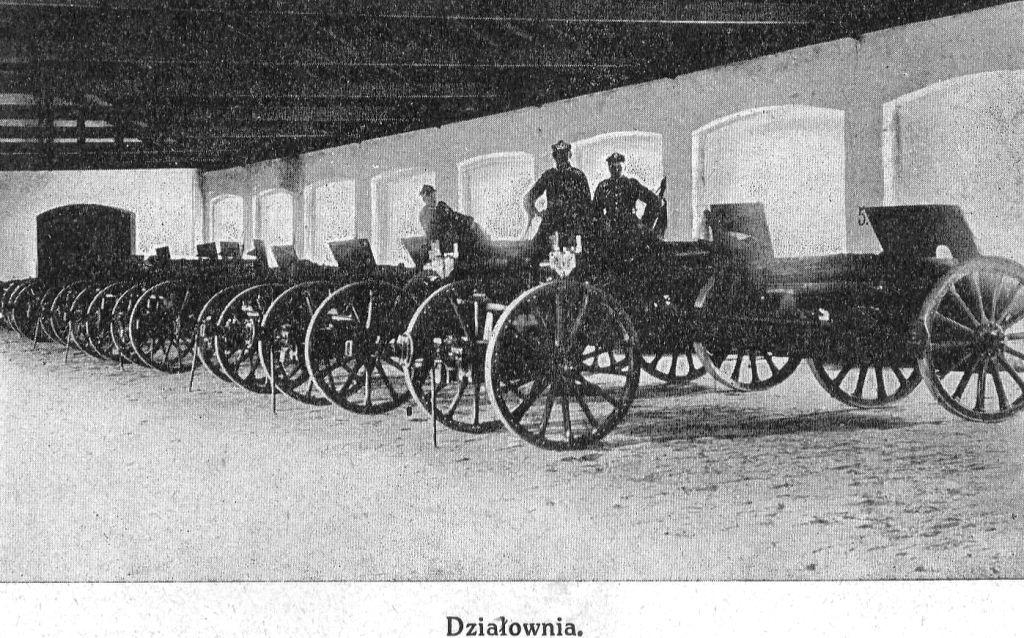
Działownia oddziałów artylerii

Dywizjon wyposażony był w rosyjskie armaty 75 mm wz. 02/26. Uzbrojenie strzeleckie stanowiły karabiny Mosin, w połowie lat trzydziestych zastąpione karabinami wz. 1898a. Wymieniono również ckm Hotchkiss wz. 1925 na Maxim wz. 1910/1928.

## Symbole dywizjonu
Sztandar
W związku z rozformowaniem, dywizjon nie zdążył otrzymać sztandaru.
Święto
Święto dywizjonu obchodzone było w dniu 15 września, począwszy od 1925, w rocznicę zwycięskich walk na froncie bolszewickim, zakończonych zdobyciem Sejn i Chodorowa wraz z 1 Brygadą Jazdy. Ponadto stan osobowy jednostki obchodził 3 sierpnia święto artylerii konnej.
Odznaka pamiątkowa
Od 20 maja 1922 oficerom i żołnierzom mogły być nadawane odznaki pamiątkowe artylerii konnej, wspólne dla wszystkich dywizjonów. Odznaka miała kształt krzyża maltańskiego o ramionach pokrytych emalią białą z pozłacanymi datami 1809 i 1918. Na środek krzyża nałożony został orzeł srebrny, oksydowany, w koronie pozłacanej, trzymający w szponach pozłacane, skrzyżowane lufy armatnie z gorejącą bombą. Pod lufami proporczyk emaliowany artylerii konnej, czarno-amarantowy (od 1926 czarno-szkarłatny).
Barwy artylerzystów konnych
| Osobne artykuły: Barwy jednostek kawalerii i barwy broni i służb Wojska Polskiego . |                                                                         |
| Grafika                                                                             | Opis                                                                    |
|                                                                                     | Łapka ciemnozielona, wypustka karmazynowa                               |
|                                                                                     | Od 14 lipca 1920 proporczyk czarno-amarantowy                           |
|                                                                                     | Od 4 sierpnia 1927 proporczyk czarno-szkarłatny                         |
|                                                                                     | Otok na czapkach – czarny (oficerowie aksamitny, szeregowi sukienny)    |
|                                                                                     | Spodnie długie ciemnogranatowe, lampasy amarantowe, wypustka amarantowa |
| Naramiennik                                                                         | numer porządkowy dywizjonu „10”                                         |

Żurawiejki
| Osobny artykuł: Żurawiejka .                                              |                            |
| Ciężkie muszą być przeszkody                                              | bowiem jestem bardzo młody |
| po każdej zwrotce: Lance do boju, szable w dłoń bolszewika goń, goń, goń! |                            |

## Kadra dywizjonu
Dowódcy dywizjonu
- ppłk art. Witold Poray-Kuczewski (1922 – )
- ppłk / płk art. Henryk Kreiss (II 1924[14] – IV 1925[15])
- ppłk art. August Trzos (31 V 1925[16][17] – 31 III 1929[18])
- ppłk dypl. art. Tadeusz Leon Sheybal (III 1929[19] – VII 1932[20])
- ppłk art. Jan Woźniakowski (VII 1932[20] – I 1937)

Zastępcy dowódcy dywizjonu
- kpt. art. Michał Śliwiński (od 20 I 1923[21])

Oficerowie i żołnierze dywizjonu

### Kawalerowie Virtuti Militari
Żołnierze 3 baterii 1 dywizjonu artylerii konnej odznaczeni Krzyżem Srebrnym Orderu Virtuti Militari
ppor. Józef Bogdański
ppor. Stanisław Dembiński
bomb. Bolesław Frelek
ogn. Roman Kozłowski
por. Kazimierz Leśniewski
mjr Czesław Makowski
kan. Stefan Ochorowicz
kan. Władysław Prosowski
kpr. Antoni Skrzynecki
ppor. Władysław Zawadzki

### Żołnierze dywizjonu – ofiary zbrodni katyńskiej
Biogramy zamordowanych znajdują się na stronie internetowej Muzeum Katyńskiego
| Nazwisko i imię        | stopień              | zawód | miejsce pracy przed mobilizacją | zamordowany |
| ---------------------- | -------------------- | ----- | ------------------------------- | ----------- |
| Komplikowicz Bronisław | porucznik rezerwy    |       |                                 | Katyń       |
| Kopecki Adam Edward    | podporucznik rezerwy |       | ziemianin                       | Charkow     |